# Hendrik Hubert Frehen
Hendrik Hubert Frehen (Waubach, 24 gennaio 1917 – Reykjavík, 31 ottobre 1986) è stato un vescovo cattolico olandese.

## Biografia
Monsignor Hendrik Hubert Frehen nacque a Waubach, nella parte meridionale dei Paesi Bassi, al confine con Germania e Belgio, il 24 gennaio 1917.
Studiò in un liceo monfortano e nel 1937 entrò nella Compagnia di Maria. Studiò filosofia e teologia nel seminario monfortano di Oirschot.
Il 18 dicembre 1943 fu ordinato presbitero. Conseguì il dottorato all'Università Cattolica di Lovanio. Nei successivi sei anni insegnò prima studi biblici e poi in teologia e storia della vita religiosa nel seminario monfortano di Oirschot. Nel 1958 divenne officiale della curia del suo ordine, prima a Lovanio e successivamente a Roma.
Il 18 ottobre 1968 papa Paolo VI lo nominò vescovo di Reykjavík. Ricevette l'ordinazione episcopale l'8 dicembre successivo dall'arcivescovo titolare di Bavagaliana Johannes Baptist Hubert Theunissen, coconsacranti il vescovo di Roermond Pieter Jan Antoon Moors e il vicario apostolico emerito d'Islanda Johánnes Gunnarsson. Prese possesso della diocesi il 19 dello stesso mese.
Si impegnò molto nell'apprendere la lingua islandese anche se non riuscì mai a parlarla fluentemente. Si occupò principalmente dell'attuazione in diocesi delle decisioni del Concilio Vaticano II e della traduzione dei testi liturgici. Monsignor Frehen aveva estese relazioni nei Paesi Bassi e Germania che utilizzò per migliorare la posizione finanziaria della diocesi. Collaborò con l'Istituto Sant'Ansgar in Germania e nei Paesi Bassi istituì un fondo di aiuti personali per la Chiesa cattolica in Islanda.
Morì a Reykjavík il 31 ottobre 1986 all'età di 69 anni. Le esequie si tennero il 7 novembre nella cattedrale di Cristo Re a Reykjavík. Al termine del rito fu sepolto nel cimitero della cattedrale.

## Genealogia episcopale
La genealogia episcopale è:
- Cardinale Scipione Rebiba
- Cardinale Giulio Antonio Santori
- Cardinale Girolamo Bernerio, O.P.
- Arcivescovo Galeazzo Sanvitale
- Cardinale Ludovico Ludovisi
- Cardinale Luigi Caetani
- Cardinale Ulderico Carpegna
- Cardinale Paluzzo Paluzzi Altieri degli Albertoni
- Papa Benedetto XIII
- Papa Benedetto XIV
- Papa Clemente XIII
- Cardinale Bernardino Giraud
- Cardinale Alessandro Mattei
- Cardinale Pietro Francesco Galleffi
- Cardinale Giacomo Filippo Fransoni
- Cardinale Carlo Sacconi
- Cardinale Edward Henry Howard
- Cardinale Mariano Rampolla del Tindaro
- Cardinale Rafael Merry del Val
- Cardinale Andreas Frühwirth, O.P.
- Arcivescovo Lorenzo Schioppa
- Arcivescovo Johannes Henricus Gerardus Jansen
- Vescovo Josephus Hubertus Gulielmus Lemmens
- Arcivescovo John Baptist Hubert Theunissen, S.M.M.
- Vescovo Hendrik Hubert Frehen, S.M.M.